# Anochetus conisquamis
Anochetus conisquamis är en myrart som beskrevs av De Andrade 1994. Anochetus conisquamis ingår i släktet Anochetus och familjen myror. Inga underarter finns listade i Catalogue of Life.